# جامعة دوسلدورف
جامعة دوسلدورف، وتعرف رسميًا باسم جامعة هاينرش هاينه في دوسلدورف (بالألمانية: Heinrich-Heine-Universität Düsseldorf)‏ هي جامعة ألمانية تقع في مدينة دوسلدورف. سميت بهذا الاسم نسبة إلى الشاعر والمفكر السياسي هاينرش هاينه، الذي ولد في دوسلدورف سنة 1797.
اتخذت جامعة هاينرش هاينه صفة جامعة بشكل كامل سنة 1965، وتضم اليوم كليات الحقوق، والطب، والفلسفة، والرياضيات والعلوم الطبيعية، والاقتصاد. يزيد عدد طلابها في الوقت الحالي عن 35 ألف طالبًا.

## وصلات خارجية
- الموقع الرسمي للجامعة